# Печерники (Рязанская область)

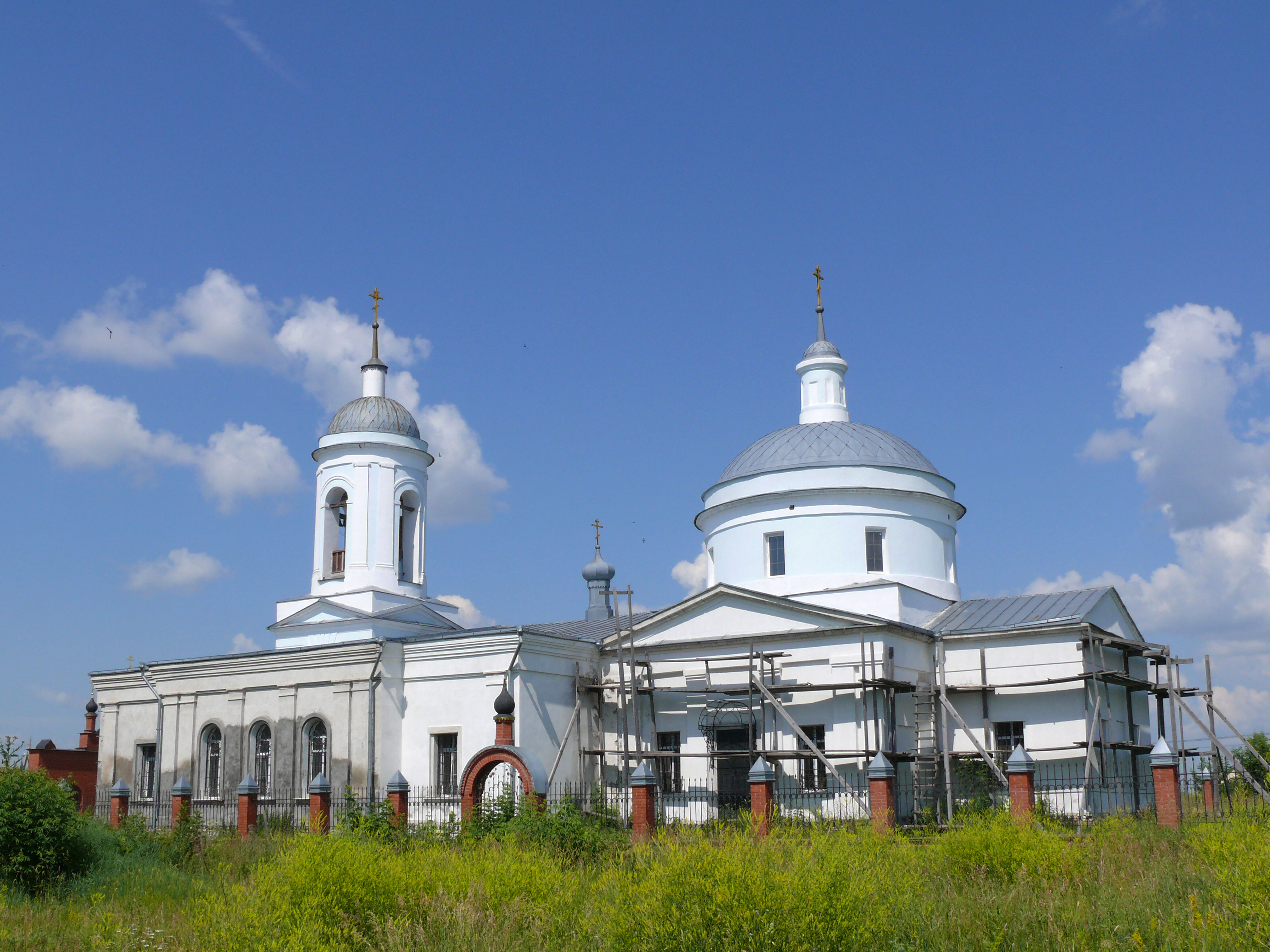
Успенская церковь. 2016 год

Печерники — село в Михайловском районе Рязанской области, входит в состав Слободского сельского поселения.
Село находится при реке Керди и стоявшее на бывшей Большой Пронской дороге, в 18 километрах от города Михайлов. При Петре I в конце XVII века, в связи со строительством флота в Воронеже, Печерники из-за своего стратегического положения были возведены в ранг города, но в 1778 году вновь обращено в село.

## История
Населённый пункт возник во второй половине XVI века на месте, которое именовалось Печерниковыми Дубравами. В 1574 году здесь произошла битва при Печерниковых Дубравах, в которой были разгромлены крымцы и ногайцы.

... Этой же осенью (1574 год) князь Серебряный-Оболенский с товарищами воевал с крымскими и ногайскими людьми в Печерниковых дубравах, а "Новосильские, Мценские и Орельские воеводы" в деле не участвовали, потому что в сход не поспели.— Серебряные (князья) // Русский биографический словарь : в 25 томах. — СПб.—М., 1896—1918.
После гибели царевича Дмитрия боярин Борис Годунов подарил город дьяку Андрею Клешнину. В начале XVII века он представлял собой укреплённый городок, населённый служилыми людьми. Согласно приправочной книге 1616 года, в Печерниках существовали острог и слободы: посадская, две стрелецкие (старая и новая, поселённая в 1600 году), казачья Колтовская и пушкарская Затинная.
В 1709 году (в 1708 году), на основании «Указа об учреждении губерний и о росписании к ним городов», город Печерники, находящийся в 250 верстах по  Коломенской большой дороге, от Москвы был включён в Московскую губернию.
В 1719 году, при разделении русского государства на провинции, город Печерники входил в состав Михайловского уезда Переяславль-Рязанской провинции как заштатный город.
11 октября 1764 года с целью сократить расходы на жалованье воеводам и канцеляристам было велено губернаторам рассмотреть каждому в своей губернии положенные в штаты города и, которые имеют уезды, заключающие не свыше 10 000 душ, такие приписать по удобству к другим городам или же, соединя 2, 3 и 4 таких уезда вместе, приписать к одному городу, наблюдая, чтоб вновь учреждённая воеводская канцелярия была в середине всего соединенного уезда и чтоб такие уезды по соединении не превосходили 30 000 душ; сделать такое расписание, чтоб каждое жительство по возможности приписано было в уезд к ближайшему городу, чтоб никто из жителей не имел напрасного затруднения за всякими делами и нуждами ходить в дальний город.
В 1767 году, Сенат смог рассмотреть губернаторские донесения и решил поднести доклад о таких распоряжениях: В Рязанской провинции в городах Сапожке, Печерниках и Гремячеве воеводскому правлению не быть, в Сапожке учредить комиссарство, а в других никакому правлению не быть, приписать Печерники к Пронску, а Гремячев к Михайлову.
В 1778 году, при открытии Рязанского наместничества, город был обращён в село.
С течением времени из него выселились многие обыватели и образовали новые селения: Печерниковские Выселки (около 1800 года), село Берёзово (около 1850 года).
На окончание XIX столетия село Печерники в составе Михайловского уезда, Рязанской губернии, и в нём проживало 1 530 жителей обоего полу.
С 1929 года село являлось центром Печерниковского сельсовета Михайловского района Рязанского округа Московской области, с 1937 года — в составе  Рязанской области, с 2005 года — центр Печерниковского сельского поселения, с 2018 года — в составе Слободского сельского поселения.

## Городовые воеводы Печерников
Городовые воеводы (возможно указаны не все) Печерников (год):
- Есипов Сила Иванович, Лихарев Владимир и Протасов Тредьяк (1616);
- Хирин Михаил (1617).
- Ржевский Дий Сергеевич (1618 — 1619).
- Маслов Иван Иванович (1619 — 1620).
- Полтинин Владимир (1620 — 1625).
- Маслов Иван Иванович (1625 — 1627).
- Тютчев Василий (1627 — 1629).
- Грязев Иван Михайлович (1629 — 1630).
- Кобяков Дмитрий Григорьевич (1636 — 1637).
- Огибалов Михаил Иванович (1644 — 1647).
- Мосолов Михаил Меньшов (1647 — 1649).
- Левашов Фёдор Иванович (1649).
- Князь Моложинский Иван Тимофеевич (1651).
- Мосолов Афанасий (1664 — 1665).
- Иванов Василий Григорьевич (1677)[7].

В 1767 году, воеводское правление было упразднено.

## Население
| 1859 | 1897  | 1906  | 2007 | 2010 |
| ---- | ----- | ----- | ---- | ---- |
| 1850 | ↗1910 | ↗2392 | ↘587 | ↘453 |

## Этимология
- По мнению М. Н. Макарова, населённый пункт получил имя по местности Печерниковы Дубравы, наименование которой связано с некогда обитавшим в ней племенем печера. Его предположение о существовании в прошлом племени печера носит умозрительный характер и не подтверждается историческими данными[11].
- Н. Н. Левошин сближает наименование села со словом печера «пещера»[12]
- А. А. Ванин соотносит его со словом печь в значении «очаг, дом, семья»[13].
- В древнерусском языке имели место слово печера (или печерник). Под влиянием старославянского языка вместо них в дальнейшем утвердились слова пещера, пещерник. Слово печерник в древнерусском языке употреблялось в значении «отшельник, живущий в пещере». По всей вероятности, связь топонима Печерники с этим словом носила опосредованный характер: место обитания печерника или печерников было названо Печерниковыми Дубравами. Возникший позже в этом месте населённый пункт получил имя Печерники.

## Достопримечательности
Как многолюдное поселение, Печерники в старое время имели несколько деревянных церквей:
- соборная церковь во имя святителя Николая Чудотворца с приделом во имя Московского митрополита Алексия — на посаде;
- церковь во имя великомученика Георгия в Стрелецкой слободе;
- церковь во имя Успения Божьей Матери с приделом в честь мученицы Параскевы;
- кладбищенская церковь во имя святого Иоанна Предтечи.

Первые две, как существующие, уже упоминаются в приправочных книгах 1616 года. С уменьшением населения села Печерников не стало нужды в стольких церквах и приходах. В 1801 году Никольская церковь была перенесена в новообразовавшиеся Печерниковские Выселки, а через некоторое время, по словам старожилов, проданы прочие деревянные храмы. Приходы соединены в один и в 1837 году заложен новый каменный храм во имя Успения Божьей Матери с приделом в честь великомученика Георгия.
Церковь Успения Богородицы (во имя Успения Божьей Матери)
Успенская церковь сооружена в 1684 году Никольским священником Максимом на средства прихожан. Церковь была каменная, с такой же колокольней. Вокруг церкви была устроена каменная ограда. К этой церкви была приписана деревянная церковь деревни Фирюлёвка. В 1839 году был освящен придел и в 1864 году главный престол во имя Успения Божией Матери. В 1887 году прихожане решили устроить ещё придел во имя мученицы Параскевы. Для сооружения нового иконостаса в Георгиевском приделе собирали по 1 рублю с души с раскладкою на два года. В 1890 году строительство придела было закончено. Все иконостасы в церкви сделаны в конце XIX века. Интерьер храма расписан церковной живописью. Церкви принадлежала ветхая и маловместительная школа. На месте бывшей кладбищенской церкви стоит деревянная часовня. После событий 1917 года церковь некоторое время действовала, так как была передана прихожанам, но постепенно службы в ней прекратились. В настоящее время храм отдан верующим, и там проходят церковные службы.
Ценности
- икона Усекновения главы Иоанна Крестителя, почиталась как чудотворная.
- иконы святого Иоанна Крестителя, Спасителя и Казанской Божьей Матери, Николая Чудотворца и св. Тихона Амафунтского, сохранившиеся от старой Георгиевской церкви.
- копии с метрических книг — с 1801 года.
- приходорасходные книги — с 1877 года.
- исповедные росписи — с 1829 г.

Штат и содержание
- 1873 год — священник и псаломщик.
- С 1888 года — дьякона, священник и псаломщик.

Причт содержался доходами от прихожан и пользовался церковной землей, которой значилось до 76,5 га.
Прихожане
В приходе в 1890 году было 2351 человек (в том числе раскольников — 122 человека).
Очень многие из прихожан жили вдали от прихода — в Москве, в степных местностях и др.

## Интересные факты
- Крестные ходы вокруг полей совершались вскоре после Пасхи.
- Говорят, что при сборе пожертвований на храм Успения Богородицы Государь Император Николай I пожертвовал 7 тысяч рублей и столько же выдал заимообразно.